# Neubulach
Neubulach település Németországban, azon belül Baden-Württembergben. Lakosainak száma 5815 fő (2023. december 31.). Neubulach Bad Teinach-Zavelstein, Neuweiler, Altensteig, Wildberg és Calw községekkel határos.

## Népesség
A település népessége az elmúlt években az alábbi módon változott:
| Lakosok száma | 2838 | 3199 | 3474 | 3721 | 3970 | 4816 | 5248 | 5543 | 5448 | 5815 |
|               | 1961 | 1967 | 1974 | 1980 | 1987 | 1993 | 2000 | 2006 | 2013 | 2023 |